# Klänning
Klänning är ett klädesplagg, som sträcker sig högre upp på kroppen än en kjol. Kjolen går upp till midjan, medan klänningen sitter ovanför bysten. Om kjolen är skild från livet talar man om en tudelad klänning.
En klänning kan antingen ha eller sakna ärmar. En ärmlös klänning för sommarbruk kallas ofta solklänning. Om en ärmlös klänning är avsedd att bäras ovanpå en topp, blus eller skjorta kan den kallas för hängselklänning eller förklädesklänning. En klänning kan vara både formell och informell beroende på sammanhang. Vissa olika typer av klänningar som är populära bland kvinnor är omlottklänningar, långklänningar, korta klänningar, fodralklänningar och skjortklänningar.

## Historik
Ordet "klädning" syftade ursprungligen ospecifikt på ett livplagg, oftast ett plagg som användes utanpå kjorteln och kunde vara såväl ett herr- som damplagg. Småningom försvinner motsvarande plagg i mansklädseln, och klädningen blir ett kvinnligt plagg. Vad som idag benämns klänning hette tidigare livkjortel. Den moderna definitionen av klänning föds på 1500-talet och är då ett tudelat plagg. Först i slutet av 1700-talet dyker den helskurna klänningen upp.
Länge var klänning det enda alternativet för kvinnor i annat än mycket vardagliga sammanhang.
Till klänning bärs vanligen nylonstrumpor eller strumpbyxor. Att bära klänning utan strumpor eller strumpbyxor anses informellt, möjligen med undantag av varma sommardagar. En mellanställning har leggings.

## Bildgalleri

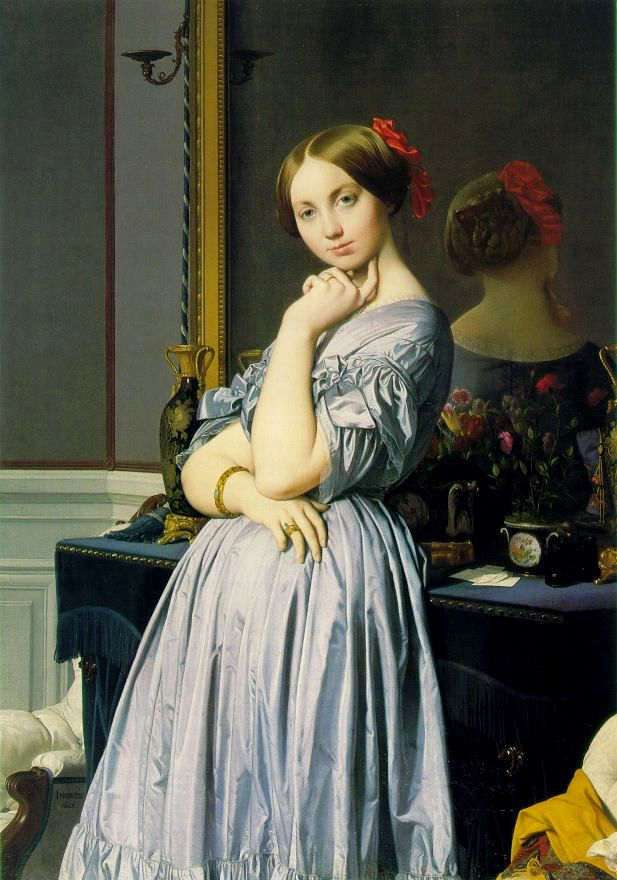
Louise de Broglie, grevinna d'Haussonville, iförd sidenklänning. Målning av Ingres.
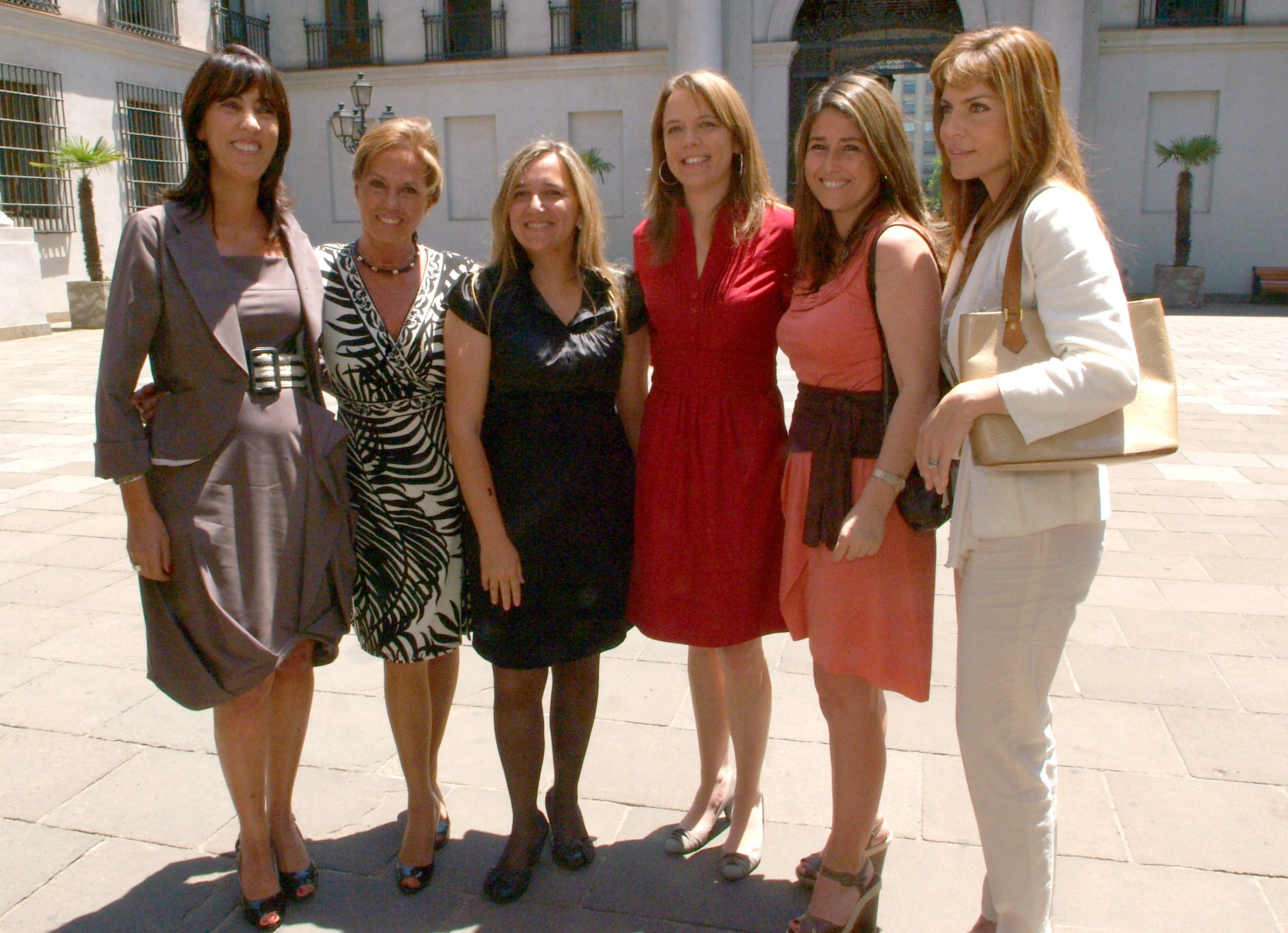
Chilenska kvinnor i klänning.
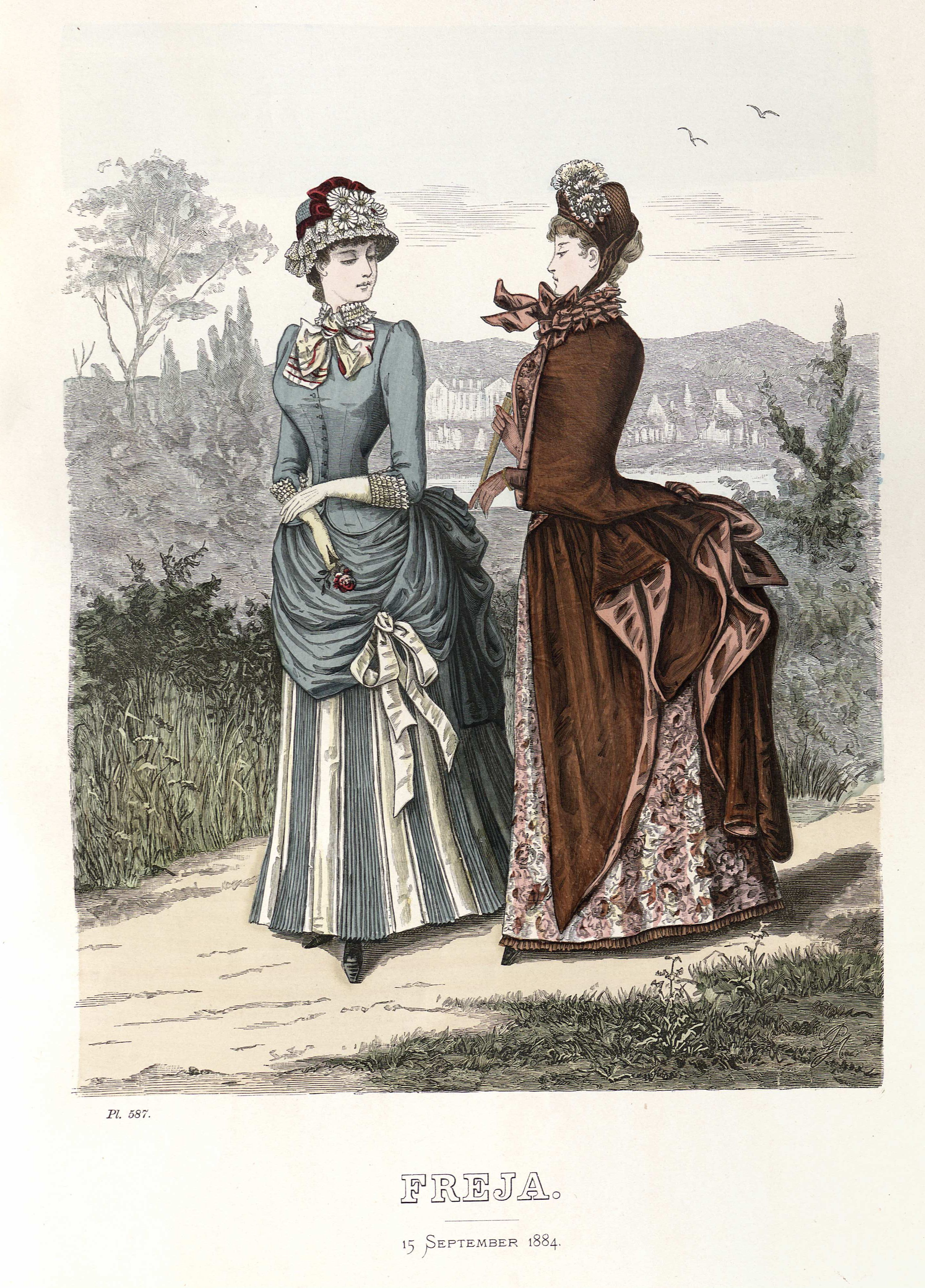
Klänningar i Freja: illustrerad skandinavisk modetidning, 1884.
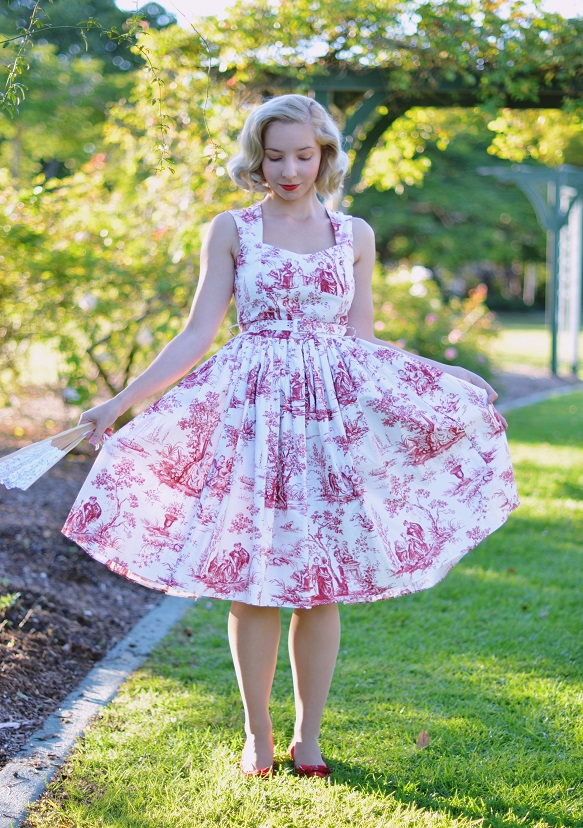
Toileklänning.
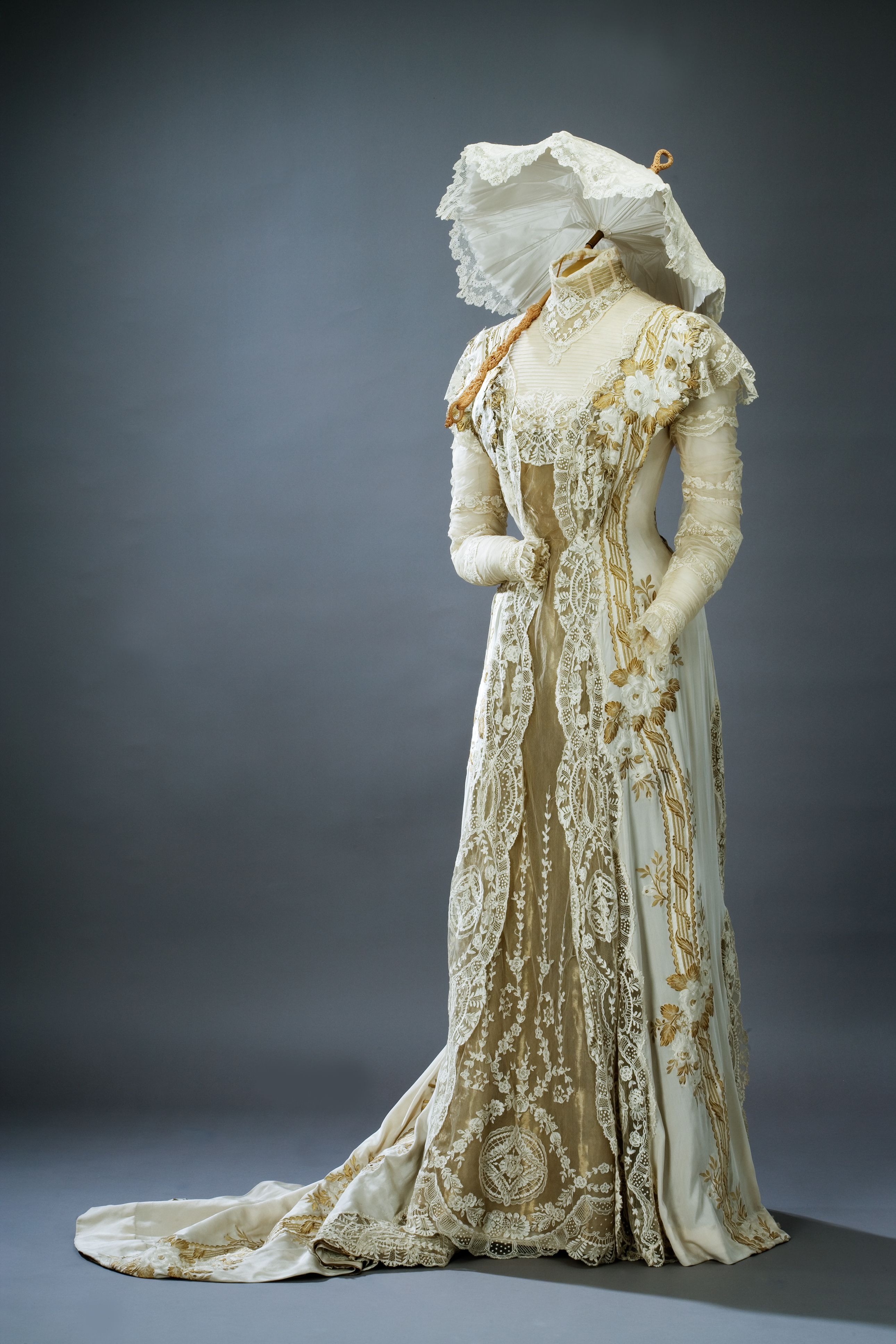
Förmiddagsklänning som tillhört drottning Victoria av Baden.

## Typer av klänningar
I de flesta varianter av formella klädkoder i västerländska kulturer är det obligatoriskt för kvinnor att klä sig i lämplig stil. De är också mycket populära för speciella tillfällen som skolavslutningar eller bröllop. Vid sådana tillfällen är de, tillsammans med blusen och kjolen, fortfarande de facto klädstandarden för många flickor och kvinnor. Den perfekta klänningen är en som framhäver din figur. Den måste också vara lämplig för evenemanget. 

### Formell klänning
I västländer innebär den "formella" eller vita slipsens klädkod vanligtvis frack för män och långa aftonklänningar med operahandskar för kvinnor. Den mest formella klädseln för kvinnor är hellånga balklänningar eller aftonklänningar med aftonhandskar. Vissa white tie-evenemang kräver också att kvinnor bär långa handskar ovanför armbågen.

### Enkel klänning
En basklänning är vanligtvis en mörkfärgad klänning med ett enkelt snitt som kan bäras med olika accessoarer beroende på tillfälle. Olika typer av smycken, bälten, halsdukar och jackor kan bäras med en enkel klänning för att klä upp sig eller vara avslappnad. Den lilla svarta klänningen är ett exempel på en basklänning.

### Flörtig klänning
En flörtig klänning (engelska flare dress) är en tajt klänning, ofta tillverkad i ett stretchigt material. Namnet kommer från "body sure" eller, ursprungligen, "body conscious", som omvandlades till japanska som "bodikon" på 1980-talet. 

### Festklänning
En aftonklänning är en klänning som bärs specifikt för en fest. Olika typer av fester som baby shower , cocktailparty , trädgårdsfest och kostymfest kräver vanligtvis olika klädstilar. En av de klassiska stilarna för aftonklänningar för kvinnor i dagens samhälle är den lilla svarta klänningen.

### Dansklänning
Dansklänning (engelska dance dress) är en knä- eller vadlång klänning med vid kjol.
Jumperklänning är en rak, stickad, tubformad klänning; den första varianten som kallades "strumpa" lanserades 1954.

### Webbkällor
- ”Dress”. Encyclopædia Britannica. 30 oktober 2024. https://www.britannica.com/topic/dress-clothing. Läst 21 november 2024.